# Liaison Est-Ouest d'Avignon
Pour l’article homonyme, voir LEO.
La Liaison Est-Ouest d'Avignon, ou LEO, est un projet de route nationale et voie express française partiellement construit à ce jour, en vue du contournement de la ville d'Avignon par le sud.

## Projet

### Présentation
L’opération déclarée d'utilité publique en 2003 est un projet qui consiste à réaliser sur 15 km une nouvelle voie interurbaine à statut de voie express au Sud d'Avignon ainsi que la déviation de l'ex-RN570 à Rognonas.
À terme, la voie express reliera l'autoroute A7 à l'autoroute A9 mais seul le tracé et le financement de la section centrale est clairement défini, soit 15 km sur les 30 km nécessaires à la liaison complète.

### Étapes administratives
Par décision du tribunal administratif du 18 décembre 2001, la commission chargée de diligenter les enquêtes sur l’utilité publique de l’opération, la mise en conformité des plans locaux d’urbanisme et l’enquête hydraulique exigible dans le respect de la loi sur l’eau, a été nommée. L’enquête d’utilité publique s’est déroulée du 4 mars au 18 avril 2002 sur les différents communes des trois départements concernés par le projet : Bouches-du-Rhône, Gard et Vaucluse. Le rapport d’enquête a été rendu public le 5 juillet 2002.
L’arrêté du 8 août 2003 a autorisé la réalisation des ouvrages hydrauliques liés à la construction de la LEO et en a fixé les conditions dans le cadre de la protection de l’environnement.
Le décret du 16 octobre 2003 a déclaré d’utilité publique les travaux de construction de la LEO entre Les Angles (RN 100) et le lieudit L'Amandier, à Avignon (RN 7), ainsi que la déviation de la RN 570 à Rognonas .

### Objectifs
Les objectifs de la LEO sont les suivants :
- renforcer la liaison entre Avignon et les principaux pôles de l'agglomération et de la région ;
- compléter le réseau autoroutier A7/A9 ;
- faciliter les franchissements entre les départements du Gard, de Vaucluse et des Bouches-du-Rhône ;
- délester les axes du centre d'Avignon et permettre leur requalification urbaine ;
- assurer une accessibilité vers les grands équipements de l'agglomération d'Avignon, notamment par un accès direct avec la gare d'Avignon TGV.

### Constitution de l’opération
Le projet de la LEO est constituée de trois tranches et d’une phase finale :
- la 1re tranche se situe entre l’échangeur de Courtine-Nord (Avignon) et l’échangeur de Rognonas. Elle inclut la déviation de la RN570 à Rognonas ;
- la 2e tranche se situe entre l’échangeur de Rognonas et celui des Amandiers (Avignon) ;
- la 3e tranche correspond à la section entre l’échangeur de Courtine-Nord et le giratoire des Angles ;
- la phase finale permettra de relier la section centrale à l’A9, à l’Ouest et l’A7, à l’Est.

#### Trafic attendu
Concernant la première tranche et la déviation de Rognonas, le trafic est estimé entre 40 000 et 50 000 véhicules par jour à l'horizon de 2030, une fois les tranches 2 et 3 réalisées.

## Financement
Le montant total de l’opération est évalué à 367 M€, dont 122 M€ pour la première phase,.

### Répartition
- Tranche 1[5] :
  - État : 33,3 %
  - Région Provence-Alpes-Côte d'Azur (PACA) : 35,6 %
  - Département de Vaucluse : 11,2 %
  - Département des Bouches-du-Rhône : 19,9 %

## Historique et planning
- Années 1980 : Premières études
- 1995 : Franchissements de la LGV Méditerranée réalisés au titre des mesures conservatoires
- 8/11/2001 : Décision Ministérielle d'approbation de l'Avant-Projet Sommaire (APS)
- 7/02/2002 : Clôture de l'Instruction Mixte à l'Echelon Central (IMEC)
- 4/03 - 18/04/2002 : Enquêtes sur l'utilité publique, le classement en route express et la mise en compatibilité des documents d'urbanisme
- 8/08/2003 : Arrêté interpréfectoral d'autorisation au titre du Code de l'Environnement, volet eau et milieux aquatiques
- 16/10/2003 : Décret déclarant le projet d'utilité publique et lui donnant le statut de route express publié au Journal Officiel no 241 le 17 octobre
- 10/05 - 04/06/2004 : Enquêtes parcellaires sur les communes de Rognonas, Barbentane et Avignon pour la 1re phase du projet
- 16/08/2004 : Début des travaux préparatoires nécessaires à la réalisation du viaduc aval sur la Durance
- 11/2004 : Fin des travaux préparatoires d'arasement des bancs de limons de la Durance au niveau de Courtine
- 12/2004 : Confirmation du maintien de la LEO dans le futur réseau routier de l'État / Remise des études de projet du viaduc aval sur la Durance et des études de projet de la section courante entre Courtine et la déviation de Rognonas (tranche 1) / Engagement ministériel sur le financement du viaduc aval sur la Durance en 2005
- 02/2005 : Approbation de l'avant-projet sommaire
- 03/2005 : Notification de la programmation 2005 comportant le financement du viaduc aval sur la Durance
- 04/2005 : Arrêté de cessibilité pour les communes de Barbentane et Rognonas (décembre 2004 pour Avignon)
- 06/2005 : Approbation du projet de viaduc aval sur la Durance et ouverture des candidatures des entreprises pour la réalisation des travaux / Arrêts du Conseil d’État rejetant les recours contre la DUP et l’arrêté Loi sur l’eau
- 08/2005 : Publication de l'ordonnance d'expropriation pour la commune d'Avignon / Déplacement des lignes électriques haute tension à Rognonas
- 09/2005 : Confirmation de l'octroi des autorisations de programme pour le financement des travaux du viaduc aval sur la Durance et des ouvrages sous la voie ferrée PLM à Rognonas
- 10/2005 : Couverture du contre canal CNR en Courtine / Décision en CIACT du 14 octobre d'engager des études d'opportunité pour un financement par partenariat public-privé des tranches non inscrites au CPER 2000-2006 / Octroi des autorisations de programme pour le financement des travaux du viaduc aval sur la Durance et des ouvrages sous la voie ferrée PLM à Rognonas / Achèvement définitif des études de projet de la première tranche et de la déviation de Rognonas
- 11/2005 : Notification du marché du viaduc aval sur la Durance
- 12/2005 : Début des travaux d'exécution du viaduc aval (durée : 3 mois) / Prise de l’ordonnance d’expropriation dans les Bouches-du-Rhône le 7 décembre
- 01/2006 : Démarrage des travaux de déplacement de réseaux (gaz, fibre optique) sur la section courante
- 03-04/2006 : Enquête parcellaire complémentaire dans le Vaucluse
- 04-05/2006 : Réalisation des diagnostics archéologiques sur la section courante et lancement des consultations pour les ouvrages d’art courants et les terrassement/assainissement de la section courante
- 04/2006 : Démarrage effectif des travaux du viaduc aval sur la Durance (appuis en rive gauche)
- 06/2006 : Lancement de l'étude d'évaluation préalable pour un PPP
- 07/2006 : Démarrage des travaux des ouvrages de franchissement de la voie ferrée PLM, sous maîtrise d’ouvrage RFF
- 09/2006 : Approbation des études de projet, réalisation de huit batardeaux dont cinq en rivière, démarrage de trois piles et une culée
- 10/2006 : Notification du marché d'ouvrage d'art courants et approbation du projet de viaduc amont sur la Durance
- 11/2006 : Notification du marché terrassements/assainissement de la section courante et enquête parcellaire complémentaire dans les Bouches du Rhône
- 12/2006 : Avis de la mission d'appui sur les partenariats public-privé / Notification du marché d'ouvrages d'art courant
- 01/2007 : Transfert de la maîtrise d'ouvrage à la DRE (SMO)
- 02/2007 : Enquête parcellaire complémentaire dans les Bouches-du-Rhône
- 03/2007 : Ripage et mise en service des deux ponts rails sous la voie ferrée PLM
- 05/2007 : Notification du marché Terrassements Assainissement Rétablissement de communication de la section courante
- 06/2007 : Lançage de la charpente métallique du tablier du viaduc aval sur la Durance en rive gauche
- 06-08/2007 : Lançage (en quatre phases) de la charpente métallique du tablier du viaduc aval sur la Durance en rive gauche
- 06-11/2007 : Lançage (en sept phases) de la charpente métallique du tablier du viaduc aval sur la Durance en rive gauche
- 07/2007 : Début des travaux de construction de l'échangeur de la gare TGV (ouvrage d'art)
- 10/2007 : Lancement de l'appel d'offres alimentation électrique des stations de pompage / démarrage génie civil OA no 19 échangeur gare TGV / démarrage travaux OA no 51 sur voie ferrée RDT 13 / démarrage travaux de terrassement en rive droite
- 11/2007 : Démarrage des travaux de terrassements carrefour du Temple (D35 - déviation de Rognonas) / démarrage travaux dévoiement pipe SPMR (convention viaduc)
- 03/2008 : Mise en eau du rétablissement du Canal des Alpines (première tranche)
- 06/2008 : Fin des travaux des ouvrages d'art no 19 (gare TGV) et no 51 (RDT 13)

- 07/2008 - 05/2009 : Chantier de réalisation OA no 29 de l'échangeur de Rognonas
- 10/2008 - été 2009 : Terrassements, Assainissement, Rétablissements de communication
- Automne 2008 : Lancement des appels d'offres pour les équipements d'exploitation, murs et écrans anti-bruit, aménagements paysagers, signalisation, glissières
- Début 2009 : Fin des travaux du viaduc aval sur la Durance
- 10/2010 : Mise en service simultanée de :
  - la première tranche du tronçon central de la LEO (entre Courtine-nord et l'échangeur de Rognonas) ;
  - la déviation de Rognonas.

- À la suite de la remise du rapport le 27/06/2013 de la commission Mobilité 21 classant le projet dans les "secondes priorités"[7] ("projets dont l’engagement doit être envisagé entre 2030 et 2050"[8]), les travaux des tranches 2 et 3 n'ont pas été engagés après la mise en service de la tranche 1.

- 2015 : Ouverture à la circulation des tranches 2 et 3 de la section centrale
- Le projet est officiellement relancé à l'automne 2016 par le Conseil Communautaire du Grand Avignon. Les travaux de la LEO se dérouleront en harmonie avec la construction du tramway (2016-2025)[9],[10],[11].

- 2018: démarrage des travaux de la tranche 2 (Rognonas - échangeur de l'Amandier)

- 2020 : Liaison complète entre l'A7 et l'A9
- Élisabeth Borne, ministre des Transports, confirme en août 2019 que l’État financera bien les phases 1 et 2 de la tranche 2 (T2) de la Liaison Est-Ouest [12]

- 2020 : le projet de rocade LEO est rejeté pour raison environnementale et sanitaire (pollution de l'air) puis administrative (étude d'impact dépassée)[13].

- Le 5 janvier 2021, le premier Ministre, Jean Castex, annonce la relance du projet (tranche 2) et le financement par l’État de 142,7 millions d'euros de crédits au titre de l'accord régional de relance [14],[15].